# Rancho de Guadalupe, Guerrero
Rancho de Guadalupe är en ort i Mexiko.   Den ligger i kommunen Cochoapa el Grande och delstaten Guerrero, i den sydöstra delen av landet, 260 km söder om huvudstaden Mexico City. Rancho de Guadalupe ligger 2 154 meter över havet och antalet invånare är 117.
Terrängen runt Rancho de Guadalupe är varierad. Runt Rancho de Guadalupe är det ganska glesbefolkat, med 43 invånare per kvadratkilometer. Närmaste större samhälle är San Vicente Zoyatlán, 18,9 km norr om Rancho de Guadalupe. I omgivningarna runt Rancho de Guadalupe växer huvudsakligen savannskog.